# Ruud Hoff

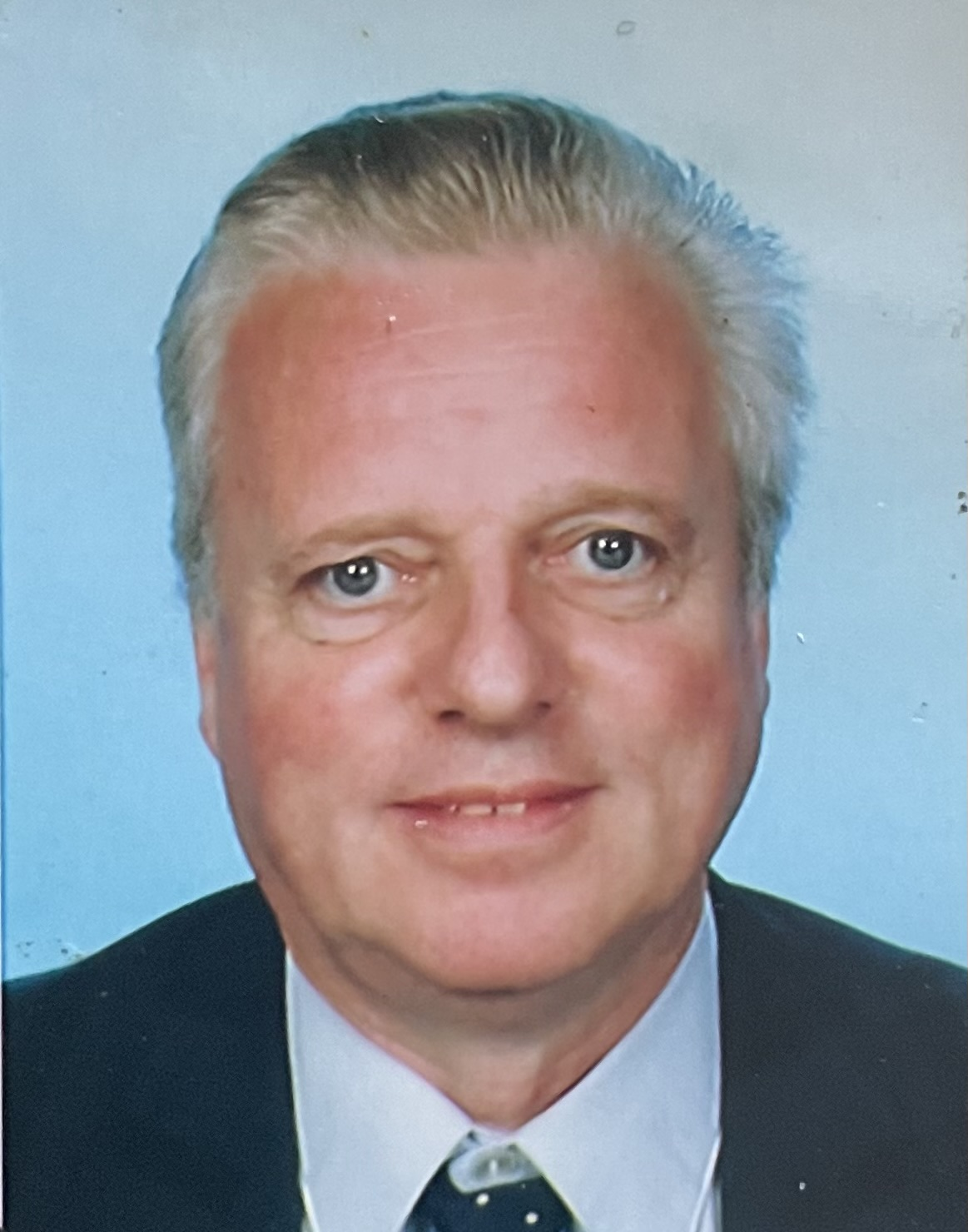

Rudolf Hendrik (Ruud) Hoff (Den Haag, 30 december 1949 – Hilversum, 17 september 2020) was een Nederlands historicus en politicoloog. Hij stond bekend als deskundige op het terrein van de hedendaagse geschiedenis van het Midden-Oosten.

## Loopbaan
Hij studeerde geschiedenis en politieke wetenschappen aan de Universiteit van Amsterdam met als specialisatie internationale betrekkingen. Tijdens zijn studie raakte hij geïnteresseerd in het Midden-Oosten, een belangstelling die hij altijd is blijven houden. Hij gaf er les in en publiceerde erover, bijvoorbeeld het algemene overzichtswerk Het Midden-Oosten (1991). Hij gaf regelmatig commentaar in actualiteitenrubrieken op de radio en de televisie.
Vanaf 1983 was hij leraar geschiedenis en vooral buitenlandse politiek aan de School voor Journalistiek in Utrecht. Hij doceerde hij ook over het Midden-Oosten, sinds 1991 als gastdocent aan het Instituut Clingendael te Den Haag en sinds 2006 aan het Hoger onderwijs voor ouderen in Utrecht. Ook gaf hij gastcolleges aan het Centrum Informatie en Documentatie Israel (CIDI).
Ruud Hoff overleed in 2020 op 70-jarige leeftijd.

## Werken (selectie)
- Het Midden-Oosten, Het Spectrum, Utrecht, 1991
- Jemen: mensen, politiek, economie, cultuur, Landenreeks Koninklijk Instituut voor de Tropen, Amsterdam e.a., 1995
- Jasser Arafat, Aspekt, Soesterberg, 2005
- Internationale machtsverhoudingen na 1945, Boom, Amsterdam, 2008